# Nanzhaoriket

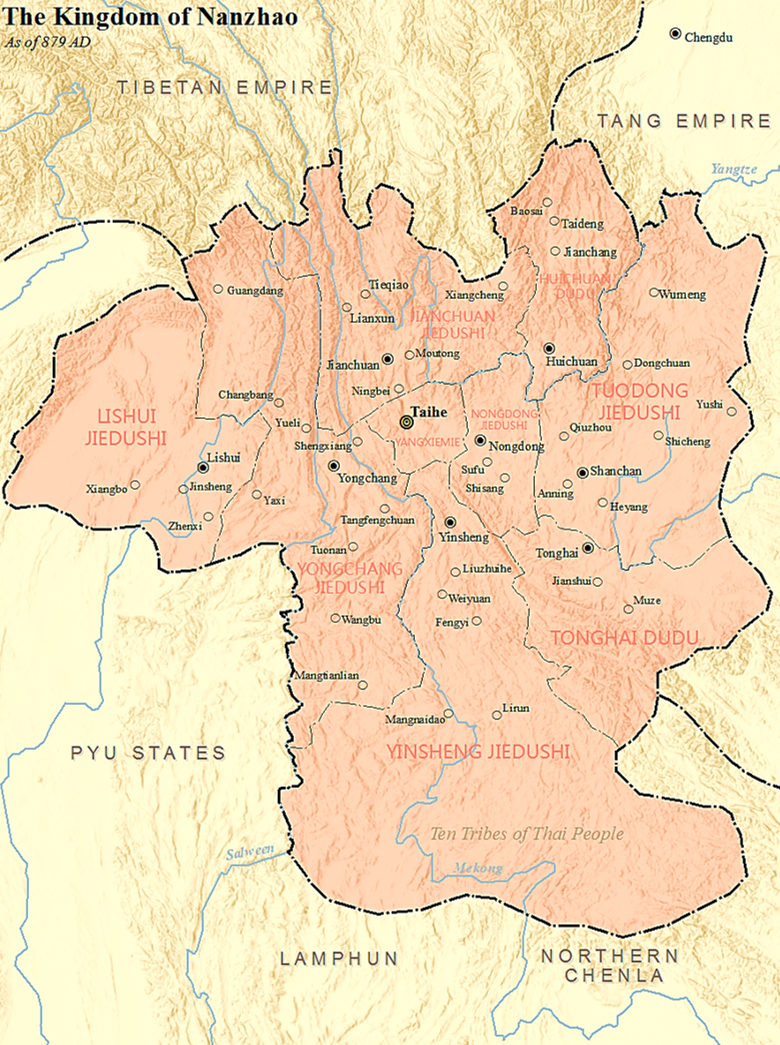
Karta över Nanzhaoriket så som det bredde ut sig år 879

Nanzhao, eller Nanchao (kinesiska: 南詔) var ett rike som blomstrade under 700- och 900-talet i södra Kina och sydöstra Asien. Riket var centrerat till den västra delen av Yunnanprovinsen i södra Kina. 

## Historia
Nanzhaoriket hade sitt ursprung i den västra delen av Yunnanprovinsen i södra Kina och sedan 100-talet f.Kr. hade många fragmenterade Thairiken kontrollerat denna region.
Nanzhao formades när sex Tairiken förenades år 729. Piluoge, som var ledare över en primitiv stat lyckades få kontroll över de fem rikena närmast då han var allierad med Kina för att kunna mota bort de aggressiva tibetanerna. När riket hade förenat etablerade Piluoge ett maktcentrum vid sjön Erhai.
Denna huvudstad såg ut att gynnas av geografiska faktorer då två kinesiska attacker slogs tillbaka 751 och 754. Nanzhaoriket lyckades också dominera den handel som pågick mellan öst och väst då Tonkin och Kina förde handel genom Burma till Indien. På 800-talet hade Nanzhao blivit en imperialistisk stat som hastigt invaderade Burma och ockuperade stadsstaterna 832. De förde även krig mot Tonkin 862.
Nanzhao minskade och blev allt svagare under 800-talets senare del och föll till slut år 902. En rebellisk tjänsteman dödade rikets sista härskare för att upprätta en ny dynasti. Det var mongolorna under Kubilai Khan som ockuperade området 1253. Under de föregående två århundraden hade dock stora massor av thaifolken rört sig söderut för att sedan forma huvuddelen av befolkningen i vad som nu är Thailand.